# Wereldkampioenschap ijshockey vrouwen 2017
Het wereldkampioenschap ijshockey vrouwen 2017 was het 18e wereldkampioenschap ijshockey voor vrouwen in de hoogste divisie en werd gespeeld van 31 maart tot en met 7 april 2017 in de Verenigde Staten. De speellocatie was de USA Hockey Arena in Plymouth Township.
Het deelnemersveld bestond uit de nummers 1 tot en met 7 van het vorige wereldkampioenschap in 2016 en de winnaar van Divisie 1 groep A 2016, Duitsland. Wereldkampioen werd de Verenigde Staten met een 3-2 overwinning in de finale op Canada. 
Alle deelnemende ploegen plaatsten zich voor het volgende wereldkampioenschap in 2019 dat met tien in plaats van de gebruikelijke acht landen wordt gespeeld.

## Wedstrijdformule
De nummers 1 t/m 4 van het vorige wereldkampioenschap werden in groep A ingedeeld en de andere vier landen in groep B. In beide groepen werd een rond toernooi gespeeld. De nummers 1 en 2 van groep A gingen rechtstreeks door naar de halve finale. In de kwartfinale speelde de nummer 3 van groep A tegen de nummer 2 van groep B en de nummer 4 van groep A tegen de nummer 1 van groep B. De winnaars daarvan speelden in de halve finale tegen de nummers 1 en 2 van groep A en de verliezers om de 5e plaats. De winnaars van de halve finale speelden de finale en de verliezers om de 3e plaats. De nummers 3 en 4 van groep B speelden een best of three competitie om de 7e plaats. Er was geen degradant wegens de uitbreiding van het aantal deelnemers in het volgende wereldkampioenschap in 2019 van 8 naar 10.

## Kleurenschema in tabellen
|  | Ploegen die rechtstreeks naar de halve finale gaan       |
|  | Ploegen die doorgaan naar de kwartfinale                 |
|  | Ploegen die naar de competitie om de zevende plaats gaan |

## Groep A

### Tabel
|    | Nationale ploeg  | Gesp. | 3 - 0 | 2 - 1 | 1 - 2 | 0 - 3 | Doelp. voor | Doelp. tegen | Doelsaldo | Punten |
| -- | ---------------- | ----- | ----- | ----- | ----- | ----- | ----------- | ------------ | --------- | ------ |
| 1. | Verenigde Staten | 3     | 3     | 0     | 0     | 0     | 14          | 3            | +11       | 9      |
| 2. | Canada           | 3     | 1     | 0     | 0     | 2     | 11          | 6            | +5        | 3      |
| 3. | Finland          | 3     | 1     | 0     | 0     | 2     | 8           | 10           | -2        | 3      |
| 4. | Rusland          | 3     | 1     | 0     | 0     | 2     | 2           | 16           | -14       | 3      |

### Wedstrijden
31 maart
- Finland -  Rusland 1-2 (0-0, 1-0, 0-2)
- Verenigde Staten -  Canada 2-0 (0-0, 1-0, 1-0)

1 april
- Rusland -  Verenigde Staten 0-7 (0-1, 0-3, 0-3)
- Canada -  Finland 3-4 (1-1, 1-2, 1-1)

3 april
- Canada -  Rusland 8-0 (4-0, 1-0, 3-0)
- Verenigde Staten -  Finland 5-3 (1-1, 2-1, 2-1)

## Groep B

### Tabel
|    | Nationale ploeg | Gesp. | 3 - 0 | 2 - 1 | 1 - 2 | 0 - 3 | Doelp. voor | Doelp. tegen | Doelsaldo | Punten |
| -- | --------------- | ----- | ----- | ----- | ----- | ----- | ----------- | ------------ | --------- | ------ |
| 1. | Duitsland       | 2     | 2     | 0     | 0     | 1     | 7           | 6            | +1        | 6      |
| 2. | Zweden          | 2     | 2     | 0     | 0     | 1     | 6           | 5            | +1        | 6      |
| 3. | Zwitserland     | 2     | 1     | 1     | 0     | 1     | 7           | 5            | +2        | 5      |
| 4. | Tsjechië        | 2     | 0     | 0     | 1     | 2     | 3           | 7            | -4        | 1      |

### Wedstrijden
31 maart
- Tsjechië -  Zwitserland 1-2 (0-0, 1-0, 0-1 - 0-0 - 0-1)
- Zweden -  Duitsland 1-3 (0-0, 1-3, 0-0)

1 april
- Tsjechië -  Duitsland 1-2 (0-0, 0-1, 1-1)
- Zwitserland -  Zweden 1-2 (0-1, 1-0, 0-1)

3 april
- Duitsland -  Zwitserland 2-4 (0-3, 0-0, 2-1)
- Zweden -  Tsjechië 3-1 (1-1, 2-0, 0-0)

## Best of three om de 7eplaats
4 april
- Zwitserland -  Tsjechië 2-4 (0-2, 0-1, 2-1)

6 april
- Tsjechië -  Zwitserland 2-3  (0-0, 1-2, 1-0 - 0-1)

7 april
- Zwitserland -  Tsjechië 1-0 (2-1, 0-0, 1-0)

## Competitie om de 1et/m 6eplaats

### Kwartfinale
4 april
- Finland -  Zweden 4-0 (2-0, 1-0, 1-0)
- Rusland -  Duitsland 1-2 (1-0, 0-1, 0-1)

### Wedstrijd om de 5eplaats
6 april
- Rusland -  Zweden 4-3 (0-1, 0-1, 3-1 - 0-0 - 1-0)

### Halve finale
6 april
- Canada -  Finland 4-0 (1-0, 2-0, 1-0)
- Verenigde Staten -  Duitsland 11-0 (2-0, 5-0, 4-0)

### Wedstrijd om de 3eplaats
7 april
- Finland -  Duitsland 8-0 (3-0, 5-0, 0-0)

### Finale
7 april
- Verenigde Staten -  Canada 3-2 (1-1, 0-0, 1-1 - 1-0)

## Eindstand
| Plaats | Landenploeg      |
| ------ | ---------------- |
| Goud   | Verenigde Staten |
| Zilver | Canada           |
| Brons  | Finland          |
| 4.     | Duitsland        |
| 5.     | Rusland          |
| 6.     | Zweden           |
| 7.     | Zwitserland      |
| 8.     | Tsjechië         |